# Курутія рудоспинна
Куру́тія рудоспинна (Cranioleuca vulpina) — вид горобцеподібних птахів родини горнерових (Furnariidae). Мешкає в Південній Америці.

## Підвиди
Виділяють чотири підвиди:
- C. v. apurensis Zimmer, JT & Phelps, 1948 — західна Венесуела (захід Апуре);
- C. v. vulpina (Pelzeln, 1856) — північно-східна Колумбія, центральна і південна Венесуела, західна Гаяна, північний схід Перу, центральна Бразилія, східна Болівія і крайній схід Парагваю;
- C. v. foxi Bond, J & Meyer de Schauensee, 1940 — центральна Болівія (схід Кочабамби, південь Бені);
- C. v. reiseri (Reichenberger, 1922) — схід Бразилії (Піауї, захід Пернамбуку, захід Баїї).

Острівна курутія раніше вважалася підвидом рудоспинної курутії, однак була визнана окремим видом.

## Поширення і екологія
Рудоспинні курутії мешкають в Колумбії, Венесуелі, Гаяні, Перу, Болівії, Бразилії і Парагваї. Вони живуть у вологих рівнинних тропічних лісах і чагарникових заростях, в галерейних і заболочених лісах, на болотах. Зустрічаються на висоті до 600 м над рівнем моря.